# Marianne (chanson)
Pour les articles homonymes, voir Marianne (homonymie).
Chansons représentant l'Italie au Concours Eurovision de la chanson
Non andare più lontano
(1967) Due grosse lacrime bianche
(1969)
Singles de Sergio Endrigo
Canzone per te
(1968) La Colomba
(1968)
Marianne est une chanson écrite, composée et interprétée par Sergio Endrigo, parue sur l'album Endrigo 1968 et sortie en 45 tours en 1968. C'est la chanson représentant l'Italie au Concours Eurovision de la chanson 1968.
Sergio Endrigo a également enregistré la chanson en français sous le même titre.

## À l'Eurovision

### Sélection
La chanson Marianne, interprétée par Sergio Endrigo, est sélectionnée en interne début 1968 par la Radiotelevisione Italiana, pour représenter l'Italie au Concours Eurovision de la chanson 1968 le 6 avril à Londres.

### À Londres
La chanson est intégralement interprétée en italien, langue officielle de l'Italie, comme l'impose la règle de 1966 à 1972. L'orchestre est dirigé par Giancarlo Chiaramello.
Marianne est la onzième chanson interprétée lors de la soirée du concours, suivant La Source d'Isabelle Aubret pour la France et précédant Congratulations de Cliff Richard pour le Royaume-Uni.
À l'issue du vote, elle obtient 7 points, se classant 10e sur 17 chansons,.

## Liste des titres
| A. | Marianne       | Sergio Endrigo, Giancarlo Bigazzi         | 3:06 |
| B. | Il dolce paese | Sergio Endrigo, Gianni Musy, Luis Bacalov | 2:47 |

## Historique de sortie
| Pays        | Date | Format   | Label             |
| ----------- | ---- | -------- | ----------------- |
| Belgique    | 1968 | 45 tours | Fonit             |
| France      | 1968 | 45 tours | Fontana           |
| Grèce       | 1968 | 45 tours | Pan-Vox           |
| Italie,     | 1968 | 45 tours | Cetra             |
| Japon       | 1968 | 45 tours | Seven Seas        |
| Royaume-Uni | 1968 | 45 tours | Pye International |
| Suède       | 1968 | 45 tours | Sonet             |